# Lepilemur tymerlachsoni
Il lepilemure di Nosy Be o lepilemure di Hawk (Lepilemur tymerlachsoni Louis, 2006) è un lemure notturno endemico del Madagascar, considerato in pericolo criticio di estinzione.

## Descrizione

### Dimensioni
Misura fino a 68 cm di lunghezza, pur rimanendo solitamente poco al di sopra del mezzo metro: di questi, fino a 27 cm spettano alla coda.

### Aspetto
Il pelo è uniformemente bruno-grigiastro, con sfumature rossastre nella parte superiore del dorso e biancastre nella parte ventrale. Sono presenti aree con leggere sfumature brune su spalle, zampe e coda. Sul dorso è presente una banda nera che dalla nuca si interrompe a livello del posteriore.
Gli occhi, grandi e rossastri, e il muso sono avvolti da una mascherina grigio-nerastra. Le orecchie sono molto piccole, attaccate lateralmente rispetto al cranio e leggermente ripiegate a "U" rovesciata nella parte terminale.

## Biologia

### Comportamento
Ha abitudini prevalentemente notturne. Trascorre le ore diurne all'interno di cavità nel tronco degli alberi.

### Alimentazione
Si tratta di animali prettamente erbivori che si nutrono di foglie, frutti e cortecce.

### Riproduzione
La femmina dà alla luce un solo piccolo per volta, in genere tra agosto e novembre.

## Distribuzione e habitat
La specie è endemica dell'isola di Nosy Be, dove popola le aree di foresta pluviale e decidua.

## Tassonomia
Gli esemplari di questa specie erano in passato attribuiti alla congenere Lepilemur dorsalis, dalla quale sono stati segregati come specie a sé stante nel 2006, in base a caratteristiche genetiche.

## Conservazione
Per la ristrettezza del suo areale e la progressiva distruzione del suo habitat a causa della deforestazione, la IUCN Red List classifica Lepilemur tymerlachsoni come specie in pericolo critico di estinzione (Critically Endangered).
La specie è inserita nella Appendice I della Convenzione sul commercio internazionale delle specie minacciate di estinzione (CITES).
Parte del suo areale ricade all'interno della Riserva naturale integrale di Lokobe.